# Nicola Pietrangeli
Nicola Pietrangeli (IPA: [niˈkɔːla pjeˈtrandʒeli]), italijanski tenisač, * 11. september 1933, Tunis.
Nicola Pietrangeli je v posamični konkurenci štirikrat nastopil v finalih turnirjev za Grand Slam, vselej na turnirju za Amatersko prvenstvo Francije. Turnir je v letih 1959 in 1960 dobil, v finalu je premagal Iana Vermaaka in Luisa Ayalo, v letih 1961 in 1964 pa ga je v finalu premagal Manuel Santana. Na turnirjih za Prvenstvo Anglije se je najdlje uvrstil v polfinale leta 1960, na turnirjih za Prvenstvo Avstralije v četrtfinale leta 1957, na turnirjih za Nacionalno prvenstvo ZDA pa v tretji krog v letih 1955 in 1965. Amatersko prvenstvo Francije je osvojil tudi v konkurencah moških dvojic leta 1959 z Orlandom Sirolo in mešanih dvojic leta 1958 s Shirley Bloomer. V letih 1960 in 1961 se je z italijansko reprezentanco uvrstil v finale Davisovega pokala. Leta 1986 je bil sprejet v Mednarodni teniški hram slavnih.

## Finali Grand Slamov

### Posamično (4)

#### Zmage (2)
| Leto | Turnir                           | Nasprotnik v finalu | Rezultat finala         |
| 1959 | Amatersko prvenstvo Francije     | Ian Vermaak         | 3–6, 6–3, 6–4, 6–1      |
| 1960 | Amatersko prvenstvo Francije (2) | Luis Ayala          | 3–6, 6–3, 6–4, 4–6, 6–3 |

#### Porazi (2)
| Leto | Turnir                           | Nasprotnik v finalu | Rezultat finala         |
| 1961 | Amatersko prvenstvo Francije     | Manuel Santana      | 4–6, 6–1, 3–6, 6–0, 6–2 |
| 1964 | Amatersko prvenstvo Francije (2) | Manuel Santana      | 6–3, 6–1, 4–6, 7–5      |

### Moške dvojice (1)

#### Zmage (1)
| Leto | Turnir                       | Partner        | Nasprotnika v finalu     | Rezultat finala |
| 1959 | Amatersko prvenstvo Francije | Orlando Sirola | Roy Emerson Neale Fraser | 6–3, 6–2, 14–12 |

### Mešane dvojice (3)

#### Zmage (3)
| Leto | Turnir                       | Partner         | Nasprotnika v finalu      | Rezultat finala |
| 1958 | Amatersko prvenstvo Francije | Shirley Bloomer | Lorraine Coghlan Bob Howe | 8–6, 6–2        |